# Novantinoe puertoricensis
Novantinoe puertoricensis är en skalbaggsart som först beskrevs av Steven W. Lingafelter och Marc Micheli 2004.  Novantinoe puertoricensis ingår i släktet Novantinoe och familjen långhorningar. Inga underarter finns listade i Catalogue of Life.